# Marín (Pontevedra)
Marín ist eine galicische Stadt in der Provinz Pontevedra im Nordwesten Spaniens mit 24.154 Einwohnern (Stand: 2024). Sie befindet sich am südlichen Ufer der Flussmündung von Pontevedra, in der Comarca O Morrazo. Bei dem Ort hat sich die spanische Marine angesiedelt. Sie unterhält hier die Escuela Naval Militar de Oficiales (Marineakademie für Offiziere). 
Seit langem rückt das Stadtgebiet von Marín vor allem in Richtung Norden vor und verbindet sein Stadtzentrum mit der Provinzhauptstadt Pontevedra, von deren Stadtzentrum es kaum 7 km entfernt ist.
Die Strände der Gemeinde empfangen jedes Jahr Tausende von Besuchern und sind die Hauptattraktion der Gemeinde. Die Hauptstrände sind Portocelo, Mogor, Aguete, Loire, O Santo und Lapamán. Im Jahr 2006 wurden die Strände von Portocelo, Mogor, Aguete und Loire als Strände mit der Blauen Flagge ausgezeichnet.
In Marín befindet sich auch der Palast von Cadro, der älteste Pazo (Festung) in Galicien und der Familiensitz des Hauses Romay.
Die Mamoa del Rey (auch Mamoa do Rei) und die Petroglyphen von Mogor befinden sich in Mogor, bei Marín.

## Gemeindegliederung
Die Gemeinde Marín ist in sieben Parroquias gegliedert:
| Parroquias          | Patrozinium          | Einwohner 2024 | Fläche km² | Dichte Einw./km² | Höhe msnm | Ortskennzahl |
| ------------------- | -------------------- | -------------- | ---------- | ---------------- | --------- | ------------ |
| Ardán               | Santa María          | 1.515          | 8,42       | 180              | 201       | 36026010000  |
| O Campo             | Santa María          | 334            | 1,95       | 171              | 65        | 36026020000  |
| Marín               | San Xián             | 2.666          | 9,98       | 267              | 7         | 36026030000  |
| Marín               | Santa María do Porto | 15.707         | 0,87       | 18.054           | 7         | 36026040000  |
| Mogor               | San Xurxo            | 1.022          | 1,72       | 594              | 67        | 36026050000  |
| San Tomé de Piñeiro | San Tomé             | 1.042          | 11,00      | 95               | 0         | 36026060000  |
| Seixo               | Nosa Señora do Carme | 1.911          | 2,39       | 800              | 58        | 36026070000  |

## Wirtschaft
| Ackerbau, Viehzucht und Fischerei                                                  | 0435  | 05,22  |
| Industrie                                                                          | 1.232 | 014,80 |
| Bauwirtschaft                                                                      | 0620  | 07,45  |
| Dienstleistungsbetriebe                                                            | 6.039 | 072,53 |
| Total                                                                              | 8.326 | 100,00 |
| * Daten aus dem Statistischen Amt für Wirtschaftliche Entwicklung in Galicien, IGE |       |        |

## Söhne und Töchter der Stadt
- Gabino Rey (1928–2006), Maler
- Hugo Mallo (* 1991), Fußballspieler